# Bastien Fournier
Pour les articles homonymes, voir Fournier.
Bastien Fournier (né le 28 mars 1981 à Sion) est un écrivain et dramaturge suisse.

## Biographie
Jusqu'en 2020, Bastien Fournier travaille à la Royale-Abbaye de St-Maurice en tant que professeur de grec, latin et français.

## Œuvres

### Théâtre
- Chair sous carapace par temps de guerre
- Ligne blanche (éd. faim de siècle, Fribourg, 2006)
- Genèse 4 (éd. faim de siècle, Fribourg, 2006)
- Sur un pont par grand vent (éd. Lansman, Carnières, Belgique)

### Romans
- La terre crie vers ceux qui l'habitent (Les éditions de l'hèbe, 2004)
- Salope de pluie (Les éditions de l'hèbe, 2006)
- Bébé mort et gueule de bois (Les éditions de la Vieille Taupe, 2007)
- Le cri de Riehmers Hofgarten (Les éditions de l'Hèbe, 2010)
- Pholoé (Éditions de l'Aire, 2012)
- La Fugue (Éditions de l'Aire, 2013)
- L'Assassinat de Rudolf Schumacher (Éditions de l'Aire, 2014)

### Récompenses et distinctions
- 1999 : Prix des Jeunes de l’Association valaisanne des écrivains
- 2000 : Prix international Jeunes auteurs
- 2006 : Prix culturel de la Ville de Sion
- 2007 : Bourse et Atelier de Berlin de l’État du Valais